# Melanezyjska Partia Postępu

Logo MPP

Melanezyjska Partia Postępu (ang. Melanesian Progressive Party) – vanuacka partia polityczna, powstała po wewnętrznej walce o przywództwo w Vanua'aku Pati pod koniec lat 80. XX wieku.
Mimo stosunkowo małego poparcia (w wyborach z 2004 r. partia zdobyła 3 na 52 miejsca w parlamencie) partia ta odgrywała dużą rolę w życiu politycznym państwa jako potencjalny partner koalicyjny dla większych ugrupowań. W 2008 roku liderem i najbardziej znanym działaczem MPP był były premier, Barak Sope.
MPP opowiada się za dekolonizacją Zachodniej Papui i Nowej Kaledonii oraz za autonomistyczną polityką zagraniczną. Na froncie krajowym partia promuje rozwój sektora rolnego poprzez udzielanie pomocy rolnikom i tworzenie Banku Rolnego.
Partia pracowała wraz z Zieloną Konfederacją w opozycji i pozycjonowała się jako orędowniczka w kwestiach środowiskowych, zwłaszcza zmian klimatycznych i ich wpływu na kraje wyspiarskie na Pacyfiku.
| Rok elekcji | Zdobyte miejsca |
| ----------- | --------------- |
| 1991        | 4               |
| 1995        | 2               |
| 1998        | 5               |
| 2002        | 2               |
| 2004        | 3               |